# NASA International Space Apps Challenge
NASA International Space Apps Challenge este hackathon-ul global al NASA, prima dată ținut în aprilie 2012 și are funcția de program de incubație a inovației și de implicare civică. NASA și partenerii săi pun provocări legate de munca actuală, pentru care pasionații de spațiu din toată lumea pot dezvolta soluții inovatoare (care pot fi mai mult decât aplicații!). Concentrându-se în special pe utilizarea datelor NASA și promovând educația. Proiectul, condus anterior de Oficiul șef al informațiilor al NASA, face parte din Direcția Misiunii Științelor Pământului a NASA și face parte din Inițiativa Guvernului Deschis înființată sub președintele Barack Obama „creând un nivel de deschidere fără precedent în guvern”. De asemenea, îndeplinește angajamentele SUA față de Parteneriatul pentru Guvern Deschis.

## Obiective
- Exemplifică principiile transparenței, participării și colaborării
- Utilizează datele disponibile în mod deschis, furnizate prin misiuni și tehnologie NASA
- Folosește talentul și abilitatea voluntarilor pasionați din întreaga planetă
- Progresează explorarea spațiului și îmbunătățește calitatea vieții pe Pământ

## Cum funcționează evenimentul
Participanții din toate mediile sunt bineveniți.
NASA coordonează evenimentul global, dar toate locațiile sunt organizate independent. Cu excepția Kennedy Space Center în 2013-2014 și Glenn Research Center în 2015, toate locațiile au fost organizate de entități din afara NASA. Cu toate acestea, unele locații au fost organizate de Departamentul de Stat.
Locațiile încep să se înscrie în toamnă înainte de eveniment. Înregistrarea de către participanți și publicarea provocărilor au loc la începutul până la jumătatea lunii martie.

Ordinea de zi
- Înregistrare și briefing logistic / Bun venit
- Sesiune de rețea rapidă
- Formați echipe de provocare și începeți să lucrați
- Briefings despre progres
- Prezentări către judecători
- Ceremonie de premiere

În ciuda numelui, soluțiile la provocări ar putea avea multe forme. Câteva exemple sunt
- Vizualizări / simulări ale spațiului / principii științifice sau date
- Hărți interactive
- Instrumente care utilizează seturi de date NASA
- Instrumente software pentru a transmite date pentru sarcini specifice
- Proiecte de încărcare utilă pentru lansare
- Biblioteci / instrumente open-source Instrumente care utilizează rețelele sociale și / sau dispozitivele mobile în scopuri științifice / publice
- Aplicații care oferă informații pe baza locației utilizatorului sau conectează utilizatorul cu alți utilizatori în timp ce ilustrează un spațiu / știință
- Jocuri care informează despre spațiu / știință
- Proiecte pentru potențiale misiuni viitoare (adică orbite, locuri de aterizare, roboți)
- Soluții de modelare folosind seturi de date NASA
- Modele identificate în seturile de date NASA
- Idei pentru a face viața în spațiu mai bună / mai ușoară Idei pentru conectarea publicului cu ceea ce se întâmplă în spațiu / știință
- Orice se poate gândi rezolvatorii!

Fiecare locație nominalizează două echipe pentru evaluarea globală și o echipă suplimentară pentru alegerea populației globale. Echipele sunt, de asemenea, selectate din proiectele virtuale pentru a trece la evaluarea globală. Pentru a fi eligibile pentru evaluarea globală, echipele trebuie să creeze un scurt videoclip care să explice proiectul lor (durata variază de-a lungul anilor).